# Parafia Narodzenia Najświętszej Maryi Panny w Ostrożanach
Parafia pw. Narodzenia Najświętszej Maryi Panny w Ostrożanach – parafia rzymskokatolicka, należąca do dekanatu Drohiczyn, diecezji drohiczyńskiej, metropolii białostockiej. 

## Działalność parafialna

### Księgi metrykalne
Zachowane księgi metrykalne z parafii Ostrożany są opracowywane w formie bazy indeksów nazwisk i udostępniane w formie internetowej wyszukiwarki nazwisk przez grupę projektpodlasie.
| Liber Baptisatorum (księga chrztów) | 1633–1693, 1700–1787, 1798–1909 |
| Liber Copulatorum (księga ślubów)   | 1670–1839, 1845–1909            |
| Liber Mortuorum (księga zmarłych)   | 1764–1834, 1836–1909            |

## Obszar parafii

### Miejscowości i ulice
W granicach parafii znajdują się miejscowości:
- Borzymy,
- Jaszczołty,
- Kamianki,
- Klepacze,
- Koski-Falki,
- Koski-Wypychy,
- Krakówki-Dąbki,
- Krakówki-Włodki,
- Krakówki-Zdzichy,
- Lubowicze,
- Łopusze,
- Morze,
- Niewiarowo-Przybki,
- Niewiarowo-Sochy,
- Ostrożany,
- Rybałty,
- Smarklice,
- Smorczewo
- Stadniki